# Temporada 2021 del Campeonato NACAM de Fórmula 4
La temporada 2021 del Campeonato NACAM de Fórmula 4 se planeo que fuera la sexta edición de dicho campeonato. Se esperaba que comenzara el 3 de junio en el Apodaca y terminaría el 7 de noviembre en la Ciudad de México después de cinco rondas. Sin embargo, debido a los problemas de la pandemia, en su lugar se llevaron a cabo cuatro eventos fuera del campeonato.
A pesar de que ninguna ronda fue puntuable, el mexicano Arturo Flores fue el ganador de la ronda de soporte del Gran Premio de la Ciudad de México de 2021.

## Equipos y pilotos
Las escuderías y pilotos para la temporada 2021 fueron las siguientes:
| Escudería            | N.º | Piloto               | Rondas |
| -------------------- | --- | -------------------- | ------ |
| MotorX Racing Team   | 1   | Emil Abed            | 1      |
| SP Driver Academy    | 2   | Arturo Flores        | 4      |
| RRK Motorsports      | 3   | Emil Abed            | 3-4    |
| RRK Motorsports      | 77  | Valentino Mini       | 3-4    |
| Scuderia Martiga EG  | 7   | Kory Enders          | Todas  |
| Scuderia Martiga EG  | 8   | Chara Mansur         | 1-2    |
| Scuderia Martiga EG  | 8   | Álvaro Zambrano      | 3-4    |
| Scuderia Martiga EG  | 17  | José Andrés Martínez | 4      |
| Easy-Shop.com Racing | 9   | Daniel Forcadell     | 3-4    |
| Ram Racing           | 11  | Mariano Martínez     | 3-4    |
| Ram Racing           | 16  | Alejandro Berumen    | Todas  |
| Ram Racing           | 33  | Lucas Medina         | Todas  |
| Telcel RPL Racing    | 15  | Maxwell Jamieson     | 1      |
| Telcel RPL Racing    | 22  | Andrés Pérez de Lara | 3-4    |
| Telcel RPL Racing    | 23  | Erick Zúñiga         | 4      |
| Telcel RPL Racing    | 46  | Davis Barringer      | 2      |
| DEForce Racing       | 17  | José Andrés Martínez | 1-2    |
| Euromotor Sport      | 77  | David Morales        | 1-2    |
| Daniel Escoto        | ?   | Daniel Escoto        | 1      |

## Calendario
El calendario consistió de las siguientes 4 rondas no puntuables:
| Ronda             | Ronda | Circuito                                       | Fecha          |
| ----------------- | ----- | ---------------------------------------------- | -------------- |
| NC                | C1    | MSR Houston, Angleton                          | 30 de abril    |
| NC                | C2    | MSR Houston, Angleton                          | 1 de mayo      |
| NC                | C3    | MSR Houston, Angleton                          | 1 de mayo      |
| NC                | C1    | MSR Houston, Angleton                          | 4 de mayo      |
| NC                | C2    | MSR Houston, Angleton                          | 5 de mayo      |
| NC                | C3    | MSR Houston, Angleton                          | 5 de mayo      |
| NC                | C1    | Autódromo Miguel E. Abed, Amozoc               | 1 de noviembre |
| NC                | C2    | Autódromo Miguel E. Abed, Amozoc               | 2 de noviembre |
| NC                | C3    | Autódromo Miguel E. Abed, Amozoc               | 2 de noviembre |
| NC                | C1    | Autódromo Hermanos Rodríguez, Ciudad de México | 7 de noviembre |
| Rondas canceladas |       |                                                |                |
| NC                | C1    | Autódromo Monterrey, Apodaca                   | 3 de junio     |
| NC                | C2    | Autódromo Monterrey, Apodaca                   | 3 de junio     |
| NC                | C3    | Autódromo Monterrey, Apodaca                   | 4 de junio     |
| NC                | C4    | Autódromo Monterrey, Apodaca                   | 4 de junio     |
| NC                | C1    | Autódromo Miguel E. Abed, Amozoc               | 31 de julio    |
| NC                | C2    | Autódromo Miguel E. Abed, Amozoc               | 31 de julio    |
| NC                | C3    | Autódromo Miguel E. Abed, Amozoc               | 1 de agosto    |
| NC                | C4    | Autódromo Miguel E. Abed, Amozoc               | 1 de agosto    |
| NC                | C1    | Autódromo Miguel E. Abed, Amozoc               | 1 de noviembre |
| NC                | C2    | Autódromo Miguel E. Abed, Amozoc               | 1 de noviembre |
| NC                | C3    | Autódromo Miguel E. Abed, Amozoc               | 2 de noviembre |
| NC                | C4    | Autódromo Miguel E. Abed, Amozoc               | 2 de noviembre |

## Resultados
| Ronda | Ronda | Ronda                                          | Pole Position | Vuelta rápida        | Piloto ganador       | Equipo ganador      |
| ----- | ----- | ---------------------------------------------- | ------------- | -------------------- | -------------------- | ------------------- |
| NC    | C1    | MSR Houston, Angleton                          | Kory Enders   | Kory Enders          | Lucas Medina         | Ram Racing          |
| NC    | C2    | MSR Houston, Angleton                          |               | José Andrés Martínez | José Andrés Martínez | Scuderia Martiga EG |
| NC    | C3    | MSR Houston, Angleton                          |               | Kory Enders          | Kory Enders          | Scuderia Martiga EG |
| NC    | C1    | MSR Houston, Angleton                          | Kory Enders   | Kory Enders          | Kory Enders          | Scuderia Martiga EG |
| NC    | C2    | MSR Houston, Angleton                          |               | Kory Enders          | Alejandro Berumen    | Ram Racing          |
| NC    | C3    | MSR Houston, Angleton                          |               | Lucas Medina         | Lucas Medina         | Ram Racing          |
| NC    | C1    | Autódromo Miguel E. Abed, Amozoc               | Kory Enders   | Kory Enders          | Kory Enders          | Scuderia Martiga EG |
| NC    | C2    | Autódromo Miguel E. Abed, Amozoc               |               | Lucas Medina         | Kory Enders          | Scuderia Martiga EG |
| NC    | C3    | Autódromo Miguel E. Abed, Amozoc               |               | Kory Enders          | Kory Enders          | Scuderia Martiga EG |
| NC    | C1    | Autódromo Hermanos Rodríguez, Ciudad de México | Lucas Medina  | Kory Enders          | Arturo Flores        | SP Driver Academy   |

## Clasificación

### Sistema de puntuación
| Posición | 1.º | 2.º | 3.º | 4.º | 5.º | 6.º | 7.º | 8.º | 9.º | 10.º |
| Puntos   | 25  | 18  | 15  | 12  | 10  | 8   | 6   | 4   | 2   | 1    |

### Campeonato de Pilotos
| Pos. | Piloto               | MRS1 | MRS1 | MRS1 | MRS2 | MRS2 | MRS2 | PUE | PUE | PUE | AHR | Puntos |
| ---- | -------------------- | ---- | ---- | ---- | ---- | ---- | ---- | --- | --- | --- | --- | ------ |
| –    | Kory Enders          | 2    | ?    | 1    | 1    | 3    | 4    | 1   | 1   | 1   | 6   | 0      |
| –    | Lucas Medina         | 1    | 2    | 2    | ?    | 4    | 1    | 5   | 2   | 2   | 2   | 0      |
| –    | José Andrés Martínez | 5    | 1    | 3    | 2    | 2    | 3    |     |     |     | Ret | 0      |
| –    | Alejandro Berumen    | 4    | ?    | 5    | 4    | 1    | 5    | DNS | DNS | DNS | 7   | 0      |
| –    | Daniel Forcadell     |      |      |      |      |      |      | 3   | 3   | 3   | 8   | 0      |
| –    | Chara Mansur         | ?    | 3    | ?    | 5    | ?    | 2    |     |     |     |     | 0      |
| –    | David Morales        | 3    | 4    | 4    | ?    | ?    | ?    |     |     |     |     | 0      |
| –    | Emil Abed            | ?    | ?    | ?    |      |      |      | 4   | 4   | 4   | 9   | 0      |
| –    | Álvaro Zambrano      |      |      |      |      |      |      | 2   | Ret | 5   | Ret | 0      |
| –    | Arturo Flores        |      |      |      |      |      |      |     |     |     | 1   | 0      |
| –    | Davis Barringer      |      |      |      | 3    | 5    | ?    |     |     |     |     | 0      |
| –    | Mariano Martínez     |      |      |      |      |      |      | Ret | 5   | Ret | 5   | 0      |
| –    | Erick Zúñiga         |      |      |      |      |      |      |     |     |     | 3   | 0      |
| –    | Valentino Mini       |      |      |      |      |      |      | Ret | Ret | Ret | 4   | 0      |
| –    | Maxwell Jamieson     | ?    | 5    | ?    |      |      |      |     |     |     |     | 0      |
| –    | Andrés Pérez de Lara |      |      |      |      |      |      | 6   | DNS | DNS | Ret | 0      |
| –    | Daniel Escoto        | ?    | ?    | ?    |      |      |      |     |     |     |     | 0      |
| Pos. | Piloto               | MRS1 | MRS1 | MRS1 | MRS2 | MRS2 | MRS2 | PUE | PUE | PUE | AHR | Puntos |

| Color     | Resultado                        |
| --------- | -------------------------------- |
| Oro       | Ganador                          |
| Plata     | 2.ª plaza                        |
| Bronce    | 3.ª plaza                        |
| Verde     | Finalizó en los puntos           |
| Azul      | Finalizó sin puntos              |
| Azul      | NC - No clasificado              |
| Violeta   | Ret - No terminó (Carrera)       |
| Rojo      | DNQ - No se clasificó            |
| Negro     | DSQ - Descalificado              |
| Blanco    | DNS - No empezó (carrera)        |
| Blanco    | WD - Retirado (fin de semana)    |
| Blanco    | C - Carrera cancelada            |
| Sin color | DNP - Inscrito pero no participó |
| Sin color | INJ - Lesionado                  |
| Sin color | EX - Excluido                    |

| Estado  | Resultado                                                               |
| ------- | ----------------------------------------------------------------------- |
| Negrita | Pole position                                                           |
| Cursiva | Vuelta rápida                                                           |
| †       | Abandona, pero clasifica al completar el porcentaje requerido para ello |

### Ronda de soporte
| Pos.                                 | Piloto               | Equipo               | Vueltas | Tiempo/Retirado | Parrilla |
| ------------------------------------ | -------------------- | -------------------- | ------- | --------------- | -------- |
| 1                                    | Arturo Flores        | SP Driver Academy    | 16      | 30:22.171       | 2        |
| 2                                    | Lucas Medina         | Ram Racing           | 16      | +0.206          | 1        |
| 3                                    | Erick Zúñiga         | RPL Racing           | 16      | +7.487          | 5        |
| 4                                    | Valentino Mini       | RRK Motorsports      | 16      | +8.090          | 7        |
| 5                                    | Mariano Martínez     | Ram Racing           | 16      | +8.219          | 4        |
| 6                                    | Kory Enders          | Scuderia Martiga EG  | 16      | +8.938          | 3        |
| 7                                    | Alejandro Berumen    | Ram Racing           | 16      | +15.508         | 6        |
| 8                                    | Daniel Forcadell     | Easy-Shop.com Racing | 16      | +15.755         | 9        |
| 9                                    | Emil Abed            | RRK Motorsports      | 16      | +20.062         | 10       |
| NC                                   | José Andrés Martínez | Scuderia Martiga EG  | 12      | Retirado        | 11       |
| NC                                   | Álvaro Zambrano      | Scuderia Martiga EG  | 8       | Retirado        | 12       |
| NC                                   | Andrés Pérez de Lara | RPL Racing           | 8       | Retirado        | 8        |
| Vuela Rápida: Kory Enders (1:47.688) |                      |                      |         |                 |          |